# Зуйский район
Зуйский райо́н (укр. Зуйський район, крымскотат. Zuya rayonı, Зуя районы) — упразднённая административно-территориальная единица Крымской АССР и Крымской области.
Район был образован постановлением Всероссийского центрального исполнительного комитета от 10 июня 1937 года, включением ряда сельсоветов: из Карасубазарского района были выделены:

| - Баксанский сельсовет, - Кангильский сельсовет, - Крымчакский сельсовет, - Нейзацкий сельсовет, - Ново-Бурульчинский сельсовет, - Старо-Бурульчинский сельсовет, - Тереклы-Шейх-Элинский сельсовет. Из состава Биюк-Онларского района: - Кентугайский сельсовет, | - Табулдынский сельсовет. Из состава Симферопольского района: - Барабановский сельсовет, - Бешарань-Отарский сельсовет, - Зуйский сельсовет, - Киркский сельсовет, - Мазанский сельсовет, - Осминский сельсовет, - Тав-Даирский сельсовет. |

В 1938 году район был ликвидирован, позднее вероятно восстановлен. Косвенным признаком существования района является наличие Зуйского райкома ВКП(б), первым секретарём которого в 1939-1941 годах был Н. Д. Луговой.
По данным всесоюзной переписи населения 1939 года численность жителей района составила 16324 человека. В национальном отношении было учтено:
| Национальность  | Численность |
| --------------- | ----------- |
| Русские         | 8748        |
| Крымские татары | 3032        |
| Крымские немцы  | 2333        |
| Украинцы        | 1201        |
| Армяне          | 266         |
| Болгары         | 166         |
| Греки           | 154         |
| Евреи           | 87          |

С 25 июня 1946 года район в составе Крымской области РСФСР, а 26 апреля 1954 года Крымская область была передана из состава РСФСР в состав УССР.
Указом Президиума Верховного Совета УССР от 23 сентября 1959 года и решением Крымоблисполкома от 24 сентября 1959 года район был упразднён. Красно-Крымский, Литвиновский и Мазанский сельсоветы были переданы в Симферопольский район, остальные — в Белогорский.